# Station Serres
Station Serres is een spoorwegstation in de Franse gemeente Serres.